# Lobopodia
Los lobópodos (Lobopodia) son un grupo de animales extintos poco conocidos, que incluye principalmente taxones relacionados con los artrópodos. Su registro fósil se remonta al Cámbrico. Son panartrópodos que se caracterizan por presentar un cuerpo segmentado y por poseer apéndices locomotores (que se denominan también lobópodos) que suelen llevar uñas en sus extremos.

## Morfología
La mayoría de lobópodos miden solo algunos centímetros de longitud (con excepción de algunas formas cámbricas como Anomalocaris). Son segmentados, aunque los segmentos puede ser difíciles de discernir debido a su estrecho espaciamiento (~0,2 mm) y pequeño tamaño. El cuerpo y los apéndices son circulares en sección transversal. 
La cabeza de los lobópodos es comúnmente bulbosa. En el caso de los anomalocarídidos y géneros afines, la región cefálica tiene mayor complejidad debido a que poseen ojos significativamente desarrollados, apéndices frontales, y una cavidad bucal compuesta de numerosas hileras de dientes. Por otro lado, los lobópodos xenusios carecen, en parte, de dichas características; aunque algunas especies poseen apéndices cercanos a su cabeza. Los ojos son similares a los de los artrópodos modernos como se ha demostrado en Miraluolishania haikouensis.
El tronco se encuentra dividido en segmentos algo indefinidos. Estos segmentos pueden llegar a poseer estructuras externas similares a espinas y placas (como en muchos xenusios) o lóbulos (presente en dinocarídidos).
Sus apéndices, técnicamente llamados lobópodos, son de forma cónica y son más gruesas en el centro del tronco, cerca de la cabeza y de la cola. Las uñas son ligeramente curvadas, y su longitud es poco proporcional a la de sus apéndices. Al igual que en los segmentos troncales, dichos apéndices también presentan otros tipos de estructuras; como espinas, "tubérculos" o protuberancias; en algunos géneros del taxón.
Su intestino es recto, con tubos indiferenciados; que en algunos fósiles se encuentran llenos de sedimento. También se han hallado glándulas digestivas semejantes a divertículos, entre otros elementos internos dentro del tracto intestinal. El intestino de Paucipodia es ancho y variable, siendo mayor hacia el centro del cuerpo. Su posición en la cavidad del cuerpo es sólo vagamente fija y la flexibilidad es posible.

## Paleoecología

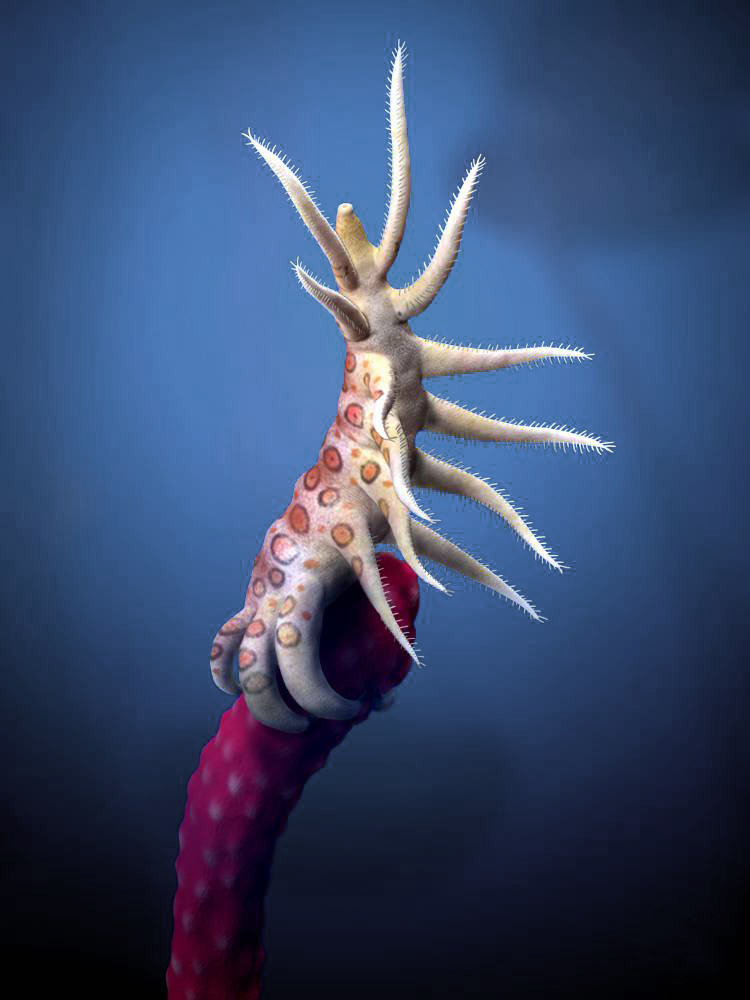
Reconstrucción de Ovatiovermis cribratus

La mayor parte de las especies de lobópodos eran animales filtradores como las pertenecientes al orden Luolishaniida, caracterizados por poseer de 5 a 6 pares de apéndices especializados en la filtración de alimentos y por la disposición de sus piezas de escleritos. Mientras que otras especies, concretamente los anomalocarídidos, muestran un estilo de vida como depredador, indicado por la presencia de apéndices frontales espinosos y la estructura de la boca, entre otras características. También se cree que, al igual que los panartrópodos actuales, mudaban su exoesqueleto a través del proceso de ecdisis.

## Registro fósil

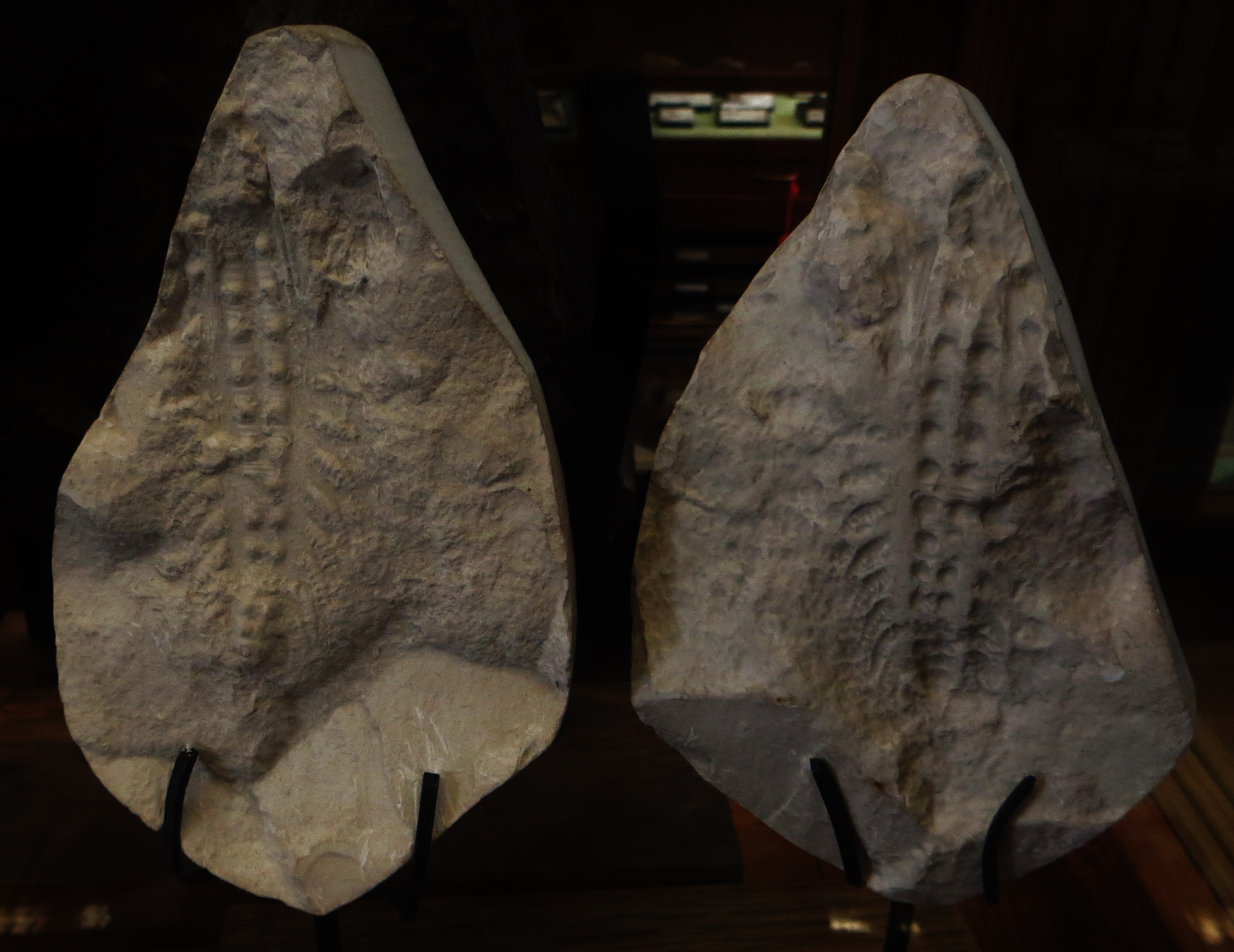
Fósil de Xenusion del Museo de Historia Natural de Bonn, Alemania.

El más antiguo fósil casi completo hasta la fecha de estos animales corresponde al Cámbrico inferior, y algunos también se conocen desde el Silúrico. Poseen numerosas patas, o si carecen de ellas, lóbulos laterales como en los dinocarídidos. Tienen numerosas placas blindadas que a menudo cubren todo el cuerpo y la cabeza. Ya que esto disminuye su flexibilidad, en ocasiones poseen espinas que probablemente jugaban un papel defensivo ante los depredadores. El grupo incluye formas del Cámbrico, así como los actuales onicóforos.[cita requerida]
El descubrimiento (realizado en 2011) del lobópodo Diania cactiformis en los esquistos de Maotianshan (China), datado en el Cámbrico Inferior (unos 530 millones de años), puede contribuir a demostrar que los artrópodos, que son el filo más diverso de la actualidad con más de un millón de especies, provienen del filo Lobopodia. Diania presenta extremidades articuladas y cubiertas por un exoesqueleto rígido, que es la característica más esencial de los artrópodos.
Los géneros mejor conocidos son Aysheaia, que fueron descubiertas en los estratos canadienses del esquisto de Burgess y es el lobópodo más similar en apariencia a los modernos onicóforos; un par de apéndices en la cabeza han sido considerados precursores de las actuales antenas. Xenusion aparentemente era capaz de rodar por sí mismo, tenía espinas que daban hacia el exterior, dando la idea que esa estrategia defensiva es común en los lobópodos. Sin embargo, con mucho, los más famosos lobópodos son los miembros del género Hallucigenia, llamados así por su extraña apariencia. Originalmente fue reconstruida con las patas similares a zancos y misteriosas protuberancias carnosas dorsales. Durante mucho tiempo fue considerado un ejemplo de la forma en que la naturaleza ha experimentado con los más diversos diseños y cuerpos extraños en el Cámbrico. Sin embargo, más descubrimientos demostraron que en esta reconstrucción el animal se había colocado al revés: la interpretación de las "protuberancias" similares a espinas eran en realidad las patas. Esta segunda reconstrucción también intercambió los bordes delanteros y traseros de la criatura, lo que con investigaciones más recientes demostró ser errónea.

## Géneros descritos

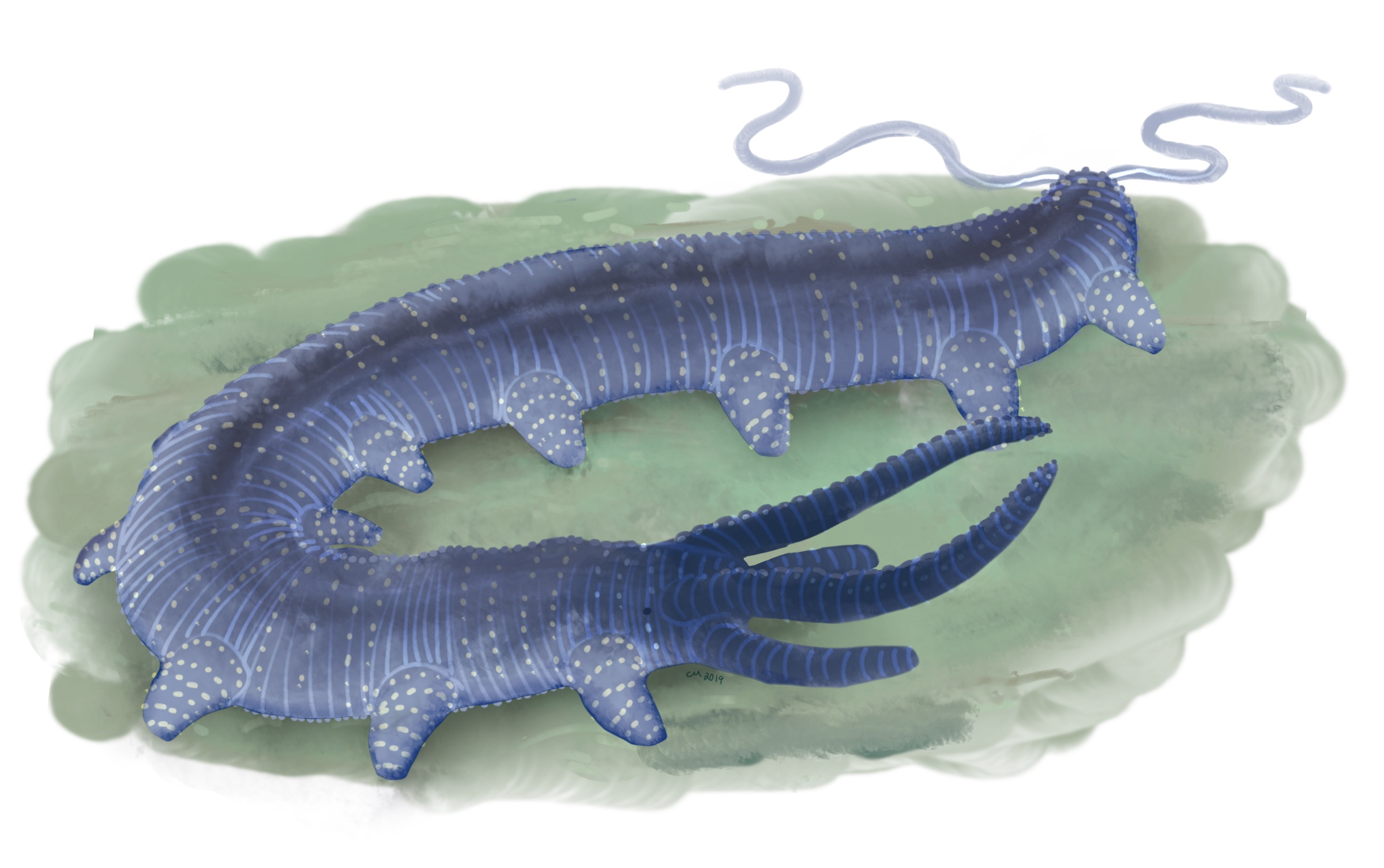
Antennacanthopodia, incluido en el filo Onychophora.

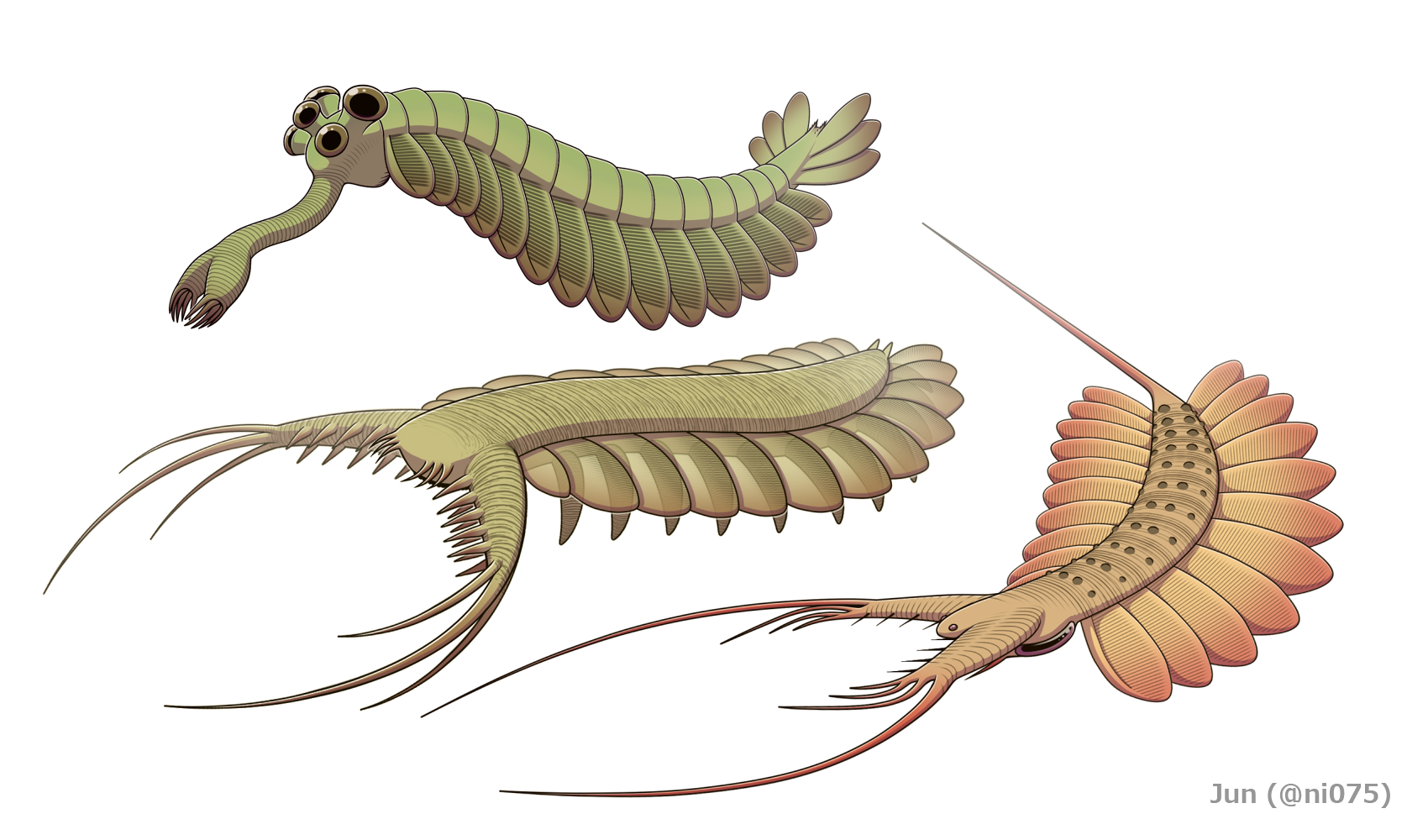
Lobópodos dinocarídidos: Opabinia, Pambdelurion y Kerygmachela.

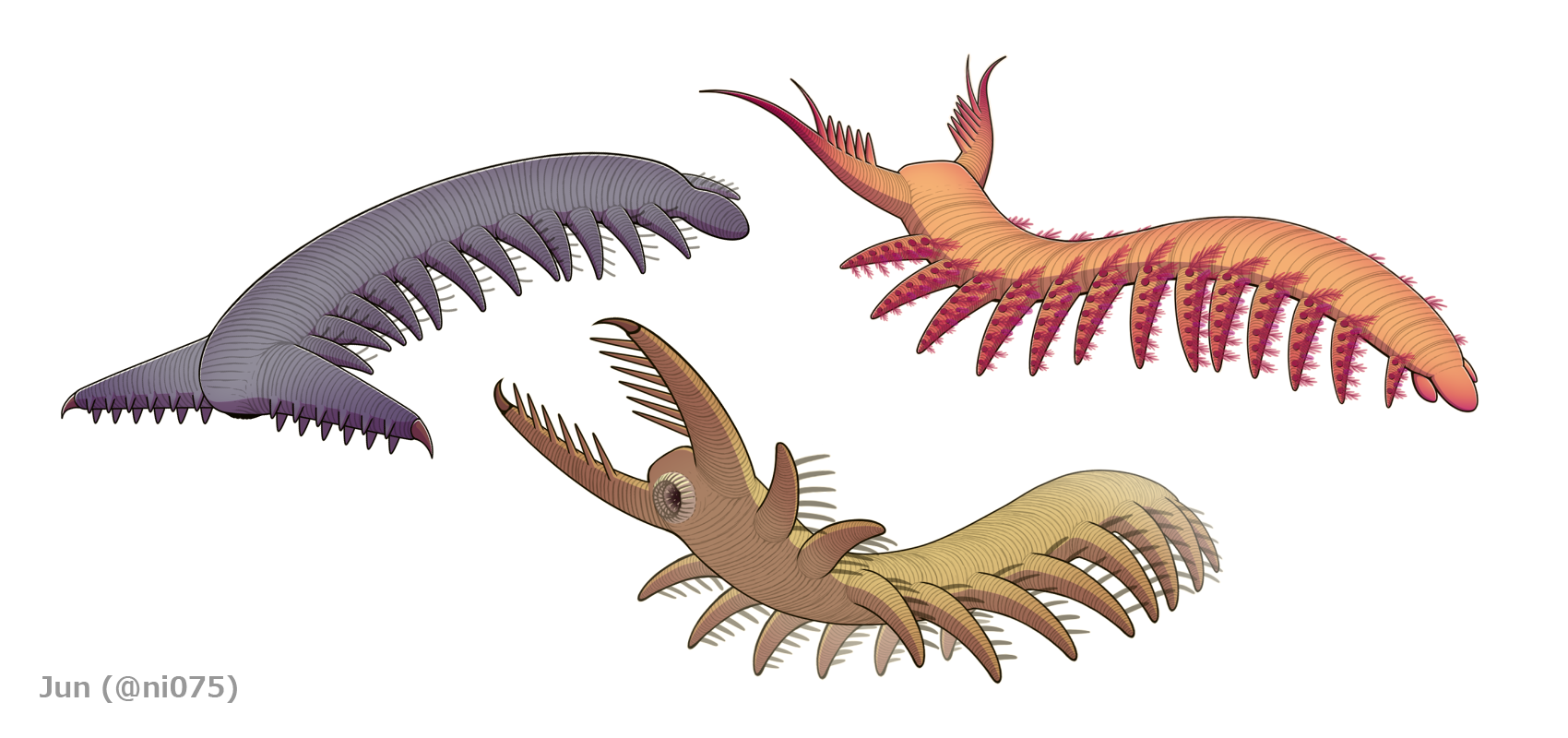
Lobópodos pertenecientes al taxón Siberiida: Siberion, Megadictyon y Jianshanopodia.

| - Xenusia (P) - Antennacanthopodia - Aysheaia - Acinocricus - Carbotubulus - Cardiodictyon - Collinsium - Collinsovermis - Diania - Facivermis - Hadranax - Hallucigenia - Jianshanopodia - Kerygmachela - Lenisambulatrix - Luolishania - Megadictyon - Microdictyon - Miraluolishania - Onychodictyon - Orstenotubulus - Ovatiovermis - Pambdelurion - Paucipodia - Siberion - Thanahita - Tritonychus - Xenusion | - Dinocaridida (P) - Aegirocassis - Amplectobelua - Anomalocaris - Buccaspinea - Cambroraster - Caryosyntrips - Cordaticaris - Cucumericrus - Hurdia - Kerygmachela - Lyrarapax - Opabinia - Pahvantia - Pambdelurion - Paranomalocaris - Peytoia - Ramskoeldia - Schinderhannes - Stanleycaris - Tamisiocaris - Ursulinacaris - Zhenghecaris |

## Filogenia
Las primeras interpretaciones sobre la filogenia de los lobópodos afirmaban que pertenecían a un linaje extinto de onicóforos primitivos. Sin embargo, dicha interpretación quedó descartada con los posteriores hallazgos de lobópodos con rasgos de artrópodos y tardígrados, sugiriendo que ciertas características de los onicóforos constituyen los rasgos ancestrales del clado Panarthropoda. Por lo tanto, se cree que Lobopodia está conformada por taxones basales pertenecientes a los filos Arthropoda, Tardigrada y Onychophora.
Se consideran artrópodos basales a los lobópodos Siberion, Megadictyon y Jianshanopodia (generalmente agrupados en el taxón Siberiida) por compartir muchas similitudes entre los xenusios y los dinocarídidos, como la presencia de lobópodos cónicos (presente en xenusios) y un par de apéndices frontales (presente en dinocarídidos). Según lo anterior, los radiodontos conformarían el grupo más cercano a los artrópodos actuales (euartrópodos).
Por otra parte, ciertos géneros de xenusios son considerados onicóforos como Antennacanthopodia. No obstante, muchas de estas interpretaciones son cuestionadas debido a que las características que comparten no son exclusivas de aquel filo y están presentes en otros panartrópodos (plesiomorfia). También se piensa que los lobópodos están presentes en el filo Tardigrada aunque no se han hallado restos fósiles que consoliden esta afirmación. A pesar de ello, se ha sugerido que Aysheaia y Onychodictyon pertenezcan a dicho taxón.